# Pompéia (kommun)
Pompéia är en kommun i Brasilien.   Den ligger i delstaten São Paulo, i den södra delen av landet, 700 km söder om huvudstaden Brasília. Antalet invånare är 19 963.
Följande samhällen finns i Pompéia:
- Pompéia

Omgivningarna runt Pompéia är huvudsakligen savann. Runt Pompéia är det ganska tätbefolkat, med 54 invånare per kvadratkilometer.